# Трейси, Спенсер
Спе́нсер Тре́йси (англ. Spencer Tracy; 5 апреля 1900 — 10 июня 1967) — американский актёр, двукратный лауреат премии «Оскар» за лучшую мужскую роль. Является одним из двух актёров в истории мирового кинематографа (наряду с Томом Хэнксом), получивших эту награду два года подряд. Американский институт киноискусства поместил его на 9-е место в списке «100 величайших звёзд кино».

## Биография
Трейси не сразу выбрал свой жизненный путь, но и даже получив актёрское образование в Академии драматического искусства, оставался долгое время незамеченным.
Трейси исполнилось тридцать, когда Джон Форд пригласил его на съёмки в комедии «Вверх по реке» (1930), открывшей в кинобиографии актёра целую череду ролей гангстеров, имевших свой нюанс: речь шла о хороших простых парнях, которых обстоятельства толкают на кривую дорожку «Лёгкие миллионы» (1931), «20 000 лет в Синг-Синге» (1932), «Отбросы общества» (1936).
Внешность Трейси — прямой взгляд, открытое лицо, основательность в фигуре не соответствовали представлениям о закоренелом преступнике или злодее. И он чуть было не стал жертвой собственной внешности, если бы не значительная роль в фильме Фрица Ланга «Ярость» (1936), где герой стал невинной жертвой суда Линча. Благодаря этой работе актёр вышел на простор ролей совсем другого класса.
Всегда естественный, снимаясь почти без грима, опирающийся только на свои возможности, он захватывал зрителей своим беспредельным обаянием, напоминая — и внешне, и манерой игры — Жана Габена, но с поправкой на свой американизм.
Герои Трейси более энергичны и прагматичны, как, например, Томас Эдисон в фильме «Эдисон — человек» (1940). Этот актёр был первым и в течение более пятидесяти лет единственным в Голливуде, кто удостаивался «Оскара» два года подряд — сначала Трейси получил приз за роль португальского моряка в «Отважных капитанах» (1937, по Р. Киплингу), а потом был отмечен образ священника в школе для юных преступников в «Городе мальчиков» (1938). Ещё семь раз он являлся соискателем на оскаровских церемониях.
Особое место в биографии актёра занимал творческий и любовно-романтический союз с Кэтрин Хепбёрн, длившийся с 1941 года до смерти актёра. Обычно они играли вместе в лирических комедиях — «Женщина года» (1942), «Ребро Адама» (1949), «Пэт и Майк» (1952). Последний раз они снялись вместе непосредственно перед смертью Трейси в 1967 году. Почти через 20 лет после этого актриса посвятила ему документальную ленту «Наследие Спенсера Трейси: дань уважения от Кэтрин Хепбёрн».
В 1960-е годы актёру также посчастливилось обрести поистине «своего режиссёра» — Стэнли Крамера. Один за другим следовали фильмы, вошедшие в золотой фонд — «Пожнёшь бурю» (1960), «Нюрнбергский процесс» (1961), «Это безумный, безумный, безумный, безумный мир» (1963), «Угадай, кто придёт к обеду?» (1967) — остросоциальные, в духе времени, они давали простор для интеллекта, тонкого психологизма и для юмора. Сам Стэнли Крамер говорил в интервью про него: «Мы похожи друг на друга, и это помогало нам в совместной работе. Во время съёмки одного из кульминационных моментов нашего последнего фильма («Угадай, кто придёт к обеду?») Спенсер произносил большой монолог о силах добра и зла. Вместе с актёрами, осветителями, операторами, рабочими я долго аплодировал ему, а через несколько дней его не стало. Он был очень болен. За четыре дня до смерти он сказал мне: „Мы сделали хорошую картину. Если я умру сегодня вечером, вы сможете доснять без меня“. Спенсер Трейси — величайший американский актёр».
Всего на счету Спенсера Трейси было более 70 ролей в кино. Под конец жизни актёр страдал от диабета и гипертонии. Умер 10 июня 1967 года в Лос-Анджелесе в возрасте 67 лет от сердечного приступа. Похоронен на кладбище Форест-Лаун.
С 1923 года Трейси был женат на Луизе Трейдвел, ставшей матерью их сына Джона (1924 г.) и дочери Луизы (1932 г.). Сын родился глухим и это осложнило отношения в семье: Трейси стал отдаляться от жены и ребёнка, не помогло даже рождение дочери. По мнению близкого друга, Джезефа Манкевича, "(Трейси) не покидал семью. Он покинул место, где чувствовал себя виноватым". В итоге Трейси стал жить отдельно, прекратив скрывать от жены свои многочисленные романы на стороне, в том числе с такими звёздами как Мирна Лой, Джоан Кроуфорд, Лоретта Янг. В 1941 г. на съёмках "Женщины года" начался роман Трейси с его партнёршей Кэтрин Хепберн, который продолжался 26 лет. Вместе они снялись в 7 фильмах, включая последний "Угадай, кто придёт к обеду?", через 17 дней после завершения съёмок которого Трейси умер. Роман с Хепберн был чем-то вроде всем известного секрета в Голливуде: они никогда не признавали его публично, не комментировали свою личную жизнь, не демонстрировали чувств на публике, следуя требованиям студий и общественной морали, осуждавших внебрачные связи, однако всем вокруг было известно об их отношениях. До смерти Трейси так и не развёлся с Луизой.

## Избранная фильмография
| Год  |   | Русское название                                | Оригинальное название        | Роль                              |
| ---- | - | ----------------------------------------------- | ---------------------------- | --------------------------------- |
| 1930 | ф | Вверх по реке                                   | Up the River                 | Сент-Луис                         |
| 1931 | ф | Лёгкие миллионы                                 | Quick Millions               | Дэниел Дж. «Багс» Рэймонд         |
| 1932 | ф | 20 000 лет в Синг-Синге                         | 20,000 Years in Sing Sing    | Томми Коннорс                     |
| 1935 | ф | Убийство человека                               | The Murder Man               | Стив Грей                         |
| 1936 | ф | Ярость                                          | Fury                         | Джо Уилсон                        |
| 1936 | ф | Сан-Франциско                                   | San Francisco                | священник Тим Маллин              |
| 1937 | ф | Отважные капитаны                               | Captains Courageous          | Мануэль Фиделло                   |
| 1938 | ф | Лётчик-испытатель                               | Test Pilot                   | Моррис                            |
| 1938 | ф | Город мальчиков                                 | Boys Town                    | отец Флэнеган                     |
| 1941 | ф | Доктор Джекилл и мистер Хайд                    | Dr. Jekyll and Mr. Hyde      | доктор Джекилл и мистер Хайд      |
| 1942 | ф | Женщина года                                    | Woman of the Year            | Сэм Крэйг                         |
| 1944 | ф | Тридцать секунд над Токио                       | Thirty Seconds Over Tokyo    | Джеймс Дулиттл                    |
| 1945 | ф | Без любви                                       | Without Love                 | Пэт Джемисон                      |
| 1947 | ф | Море травы                                      | The Sea of Grass             | полковник Джеймс Б. «Джим» Брютон |
| 1948 | ф | Состояние единства                              | State of the Union           | Грант Мэтьюз                      |
| 1949 | ф | Ребро Адама                                     | Adam's Rib                   | Адам Боннер                       |
| 1949 | ф | Малайя                                          | Malaya                       | Карнахан                          |
| 1950 | ф | Отец невесты                                    | Father of the Bride          | Стэнли Бэнкс                      |
| 1951 | ф | Маленький дивиденд отца                         | Father’s Little Dividend     | Стэнли Бэнкс                      |
| 1951 | ф | Народ против О’Хары                             | The People Against O'Hara    | Джеймс П. Кёртейн                 |
| 1952 | ф | Пэт и Майк                                      | Pat and Mike                 | Майк Конован                      |
| 1953 | ф | Актриса                                         | The Actress                  | Клинтон Джонс                     |
| 1954 | ф | Сломанное копьё                                 | Broken Lance                 | Мэтт Деверо                       |
| 1955 | ф | Плохой день в Блэк-Роке                         | Bad Day at Black Rock        | Джон Дж. Макриди                  |
| 1956 | ф | Гора                                            | The Mountain                 | Захари Теллер                     |
| 1958 | ф | Старик и море                                   | The Old Man and the Sea      | старик                            |
| 1958 | ф | Последний салют                                 | The Last Hurrah              | майор Фрэнк Скеффингтон           |
| 1960 | ф | Пожнёшь бурю                                    | Inherit the Wind             | Генри Драммонд                    |
| 1961 | ф | Нюрнбергский процесс                            | Judgement at Nuremberg       | старший судья Дэн Хейвуд          |
| 1962 | ф | Как был завоёван Запад                          | How The West Was Won         | рассказчик                        |
| 1963 | ф | Этот безумный, безумный, безумный, безумный мир | It's a Mad Mad Mad Mad World | капитан Кулпепер                  |
| 1967 | ф | Угадай, кто придёт к обеду?                     | Guess Who's Coming To Dinner | Мэтт Дрейтон                      |

## Награды и номинации
| Награда        | Год  | Категория                   | Фильм                                   | Результат |
| -------------- | ---- | --------------------------- | --------------------------------------- | --------- |
| Оскар          | 1937 | Лучшая мужская роль         | Сан-Франциско                           | Номинация |
| Оскар          | 1938 | Лучшая мужская роль         | Отважные капитаны                       | Победа    |
| Оскар          | 1939 | Лучшая мужская роль         | Город мальчиков                         | Победа    |
| Оскар          | 1951 | Лучшая мужская роль         | Отец невесты                            | Номинация |
| Оскар          | 1956 | Лучшая мужская роль         | Плохой день в Блэк Роке                 | Номинация |
| Оскар          | 1959 | Лучшая мужская роль         | Старик и море                           | Номинация |
| Оскар          | 1961 | Лучшая мужская роль         | Пожнёшь бурю                            | Номинация |
| Оскар          | 1962 | Лучшая мужская роль         | Нюрнбергский процесс                    | Номинация |
| Оскар          | 1968 | Лучшая мужская роль         | Угадай, кто придёт к обеду? (посмертно) | Номинация |
| BAFTA          | 1954 | Лучшая мужская роль         | Актриса                                 | Номинация |
| BAFTA          | 1957 | Лучшая мужская роль         | Гора                                    | Номинация |
| BAFTA          | 1959 | Лучшая мужская роль         | Последний салют                         | Номинация |
| BAFTA          | 1961 | Лучшая мужская роль         | Пожнёшь бурю                            | Номинация |
| BAFTA          | 1969 | Лучшая мужская роль         | Угадай, кто придёт к обеду? (посмертно) | Победа    |
| Золотой глобус | 1954 | Лучшая мужская роль в драме | Актриса                                 | Победа    |
| Золотой глобус | 1959 | Лучшая мужская роль в драме | Старик и море                           | Номинация |
| Золотой глобус | 1961 | Лучшая мужская роль в драме | Пожнёшь бурю                            | Номинация |
| Золотой глобус | 1968 | Лучшая мужская роль в драме | Угадай, кто придёт к обеду? (посмертно) | Номинация |